# 전주은화학교
전주은화학교는 전북특별자치도 전주시 완산구 효자동에 있는 공립 특수학교이다. 지적장애 학생을 위한 특수교육기관으로 초등학교 과정, 중학교 과정, 고등학교 과정, 전공과 과정을 두고 있다.

## 연혁
◎1984. 03. 05	전주은화학교 개교(초등학교 2학급)
◎1986. 03. 01	유치원, 중학교 과정 인가 증설
◎1989. 03. 01	고등학교 과정 인가 증설
◎2009. 03. 01	전공과 인가 증설
◎2025. 02. 12.	초등학교 40회, 중학교 37회, 고등학교 34회 졸업, 전공과 15회 수료
◎2025. 03. 01	29학급 편성 - 초등학교12, 중학교7, 고등학교6, 전공과 4학급